# No Angels
No Angels es un grupo de pop alemán formado en 2000 Originalmente fue fundado como un quinteto en donde el primer sencillo "Daylight in your Eyes" alcanzó el # 1 en Alemania, Austria y Suiza, al igual que su Primer álbum "Elle'ments", haciendo uno de los mejores debut de una banda en esa década. Fueron llamadas "la banda alemana mejor vendida hasta la fecha"  y también "la banda más exitosa en el continente Europeo" con 4 sencillos # 1, 3 álbumes # 1 y un récord de más de 5 millones de ventas. En otoño de 2003 deciden tomar caminos separados para centrarse en proyectos individuales como la música, el teatro, el cine y la televisión.
En 2007 se confirma que cuatro de las integrantes originales deciden reunirse nuevamente, excluyendo a Vanessa Petruo, para grabar un nuevo disco en 4 años, el cual tuvo por nombre "Destiny", representaron a Alemania en el Festival de la Canción de Eurovisión 2008 con el tema Disappear, logrando la 23.ª posición con sólo 14 puntos, otorgados por Bulgaria (12) y por Suiza (2). Después de otro descanso, en 2009 la banda decide realizar otro álbum titulado "Welcome to the Dance". En septiembre de 2010 Nadja Benaissa deja el grupo oficialmente por razones personales, dejando a No Angels como un Trío. En 2014, Diakovska confirmó que la banda se había separado otra vez. 
A principios de 2021, la banda se reformó como cuarteto, conmemorando su debut en 2001. Su sexto álbum de estudio 20, una colección de regrabaciones y nuevas canciones, se lanzará en junio de 2021.

## Miembros
- Nadja Benaissa (* 16 de abril de 1982 en Fráncfort del Meno)

La adolescencia de Nadja fue la más difícil comparada con sus colegas. Teniendo solamente 17 años, Nadja dio a luz una hija (Leila). A pesar de eso, el sénior Rost del Management decidió, convencido por su voz, que Nadja permaneciera siendo miembro de ese grupo. Como solución a este problema, el tiempo que le correspondía por derecho a la educación de ser madre , fue en parte reemplazado con la ayuda de la esposa de Rost que recibió a Leila con 2 años de edad a su cargo y así ocupó el lugar de "nueva hija" en la unidad familiar. Gracias a su disposición para el cuidado de la niña durante el día, el ingreso al grupo le proporcionó la posibilidad de acudir a las muchas fechas programadas. Después de la disolución de las No Angels (transcurrido el otoño de 2003) hizo un descanso de algunos meses y ahí comenzó a crear su propia música. Fuertemente fue Soul-influenciado con textos en alemán y composiciones propias, esta fue su ambición. Quizás aún usted puede recordar la presencia de Nadja en la televisión, con sus ojos soñadores y su manera de ser tranquila.
La música de Nadja abarca a veces instrumentos como guitarra española y bongos, por sus raíces de Marruecos. Ella tocó en algunos conciertos el support-act de Simply Red y tiene planificado una gira bajo su mismo nombre. Nadjas pautas musicales: Marvin Gaye, Tracy Chapman, Aretha Franklin, Tony Braxton y Kelly Price.
En 1999 Nadja se enteró de que era portadora del virus del VIH, y aún sabiendo esto, en agosto de 2010 se enfrentó a un juicio en la ciudad de Darmstadt, en el suroeste del país, acusada de contagiar deliberadamente el virus de la inmunodeficiencia humana (VIH), que causa el sida, a un amante. Benaissa estuvo acusada de "lesión corporal grave" y se enfrentó a una condena de entre seis meses y diez años de cárcel por tener relaciones sexuales sin protección con tres hombres entre 2000 y 2004, pese a que sabía que era portadora del VIH. Uno de los hombres resultó seropositivo poco después de su vínculo con la artista. En sus primeras declaraciones, la cantante dijo estar profundamente arrepentida de lo ocurrido, finalmente fue declarada culpable y le dieron 2 años de libertad condicional.
En septiembre de 2010 la cantante anuncio vía My Space que había dejado el grupo, en sus declaraciones afirmó que sentía que se había vuelto más grande que el grupo diciendo. "El escándalo, el juicio, se sintieron abrumadas con esto.... Estarán bien sin mi".
Sus hobbys son ir al cine (pelis con Denzel Washington), el deporte preferido es saltar con paracaídas, escribir poesías, el baile y la moda. Nadja vive en los alrededores de Fráncfort (Dreieich).

Discografía de Nadja Benaissa:
"Es ist Liebe" (Single 2005) ― " Ich habe Dich" (Single 2006) ― "Schritt für Schritt" (CD 2006).
- Vanessa Petruo (nacida en Berlín en el año 1981)

Después de su éxito en "No Angels", Vanessa Petruo publicó su primer sencillo "Dramaqueen" bajo el seudónimo "Vany", este sencillo llegó al número 12 en la lista de los charts alemanes. Trabajó con el sonido sincrónico de "Back to Gaya", debutó como actriz en "Wilde Engel" (para la emisora de TV RTL) y participó en la película de cine "Special". Fue también empleada de la empresa de discos "Cheyenne Records".
Bajo su nombre verdadero "Vanessa Petruo" publicó su nuevo disco Mama Lilla Would (CD 2005) cuyo primer sencillo fue Hot Blooded Woman.
Sus discos recibieron buenos comentarios por parte de la crítica. De todas sus excolegas Vanessa, fue una de las únicas que se alejó del estilo de las "No Angels": Sus ritmos del sur, Funk, Soul, baladas, demuestran típicamente el carácter de Vanessa.
Durante el período con Nadja, Sandy, Jessica y Lucy ella ocupó el papel de ser "Chica del Sur", su ropa era a menudo la más sexy de todas. Su familia es proveniente de España y Perú. Su apariencia fue a un estilo semejante a la cantante Sharleen Spiteri del grupo Texas.
Una parte de su ser es melancólica, en una entrevista respondió a una de las preguntas muy personales:" Si vos amas a alguien y ello te da libertad y vuelve a ti, entonces te pertenece para siempre, y si no regresa, entonces jamás te respondió"
La sincronización de profesión se encuentra repetidas veces en su familia. Vanessa practicaba el sincrónico ya desde pequeña y volvía aún sobre un defecto de articulación. Sus influencias musicales fueron: Janis Joplin, los primeros artistas de Motown y Bette Davis. Sus pasatiempos favoritos son la Literatura (Dostojewskij, Paulo Coelho) y el Baile.
Vanessa No vuelve a unirse al grupo en 2007.
- Ludmilla "Lucy" Diakovska (* 2 de abril de 1976 en Pleven, Bulgaria)

Cuando el grupo se separó Lucy Diaosvska entró al teatro recibiendo una parte importante en el Musical "Dome". Paralelamente siguió concentrándose en la música, con una ligazón entre la estructura de la música Pop y sonidos de los Balcanes, su patria. Bajo el seudónimo de "Lucilicious" se relanzó en el año 2005 su CD "The Other Side": Una mezcla de baladas, música tradicional búlgara y textos personales. Entre otras una canción por la radio y su interpretación de "River Deep, Mountain High". Una versión más creativa y diferente a la canción original Ike and Tina Turner jamás fue "Deep Purple".
En el escenario y las sesiones de fotos Lucy se presentaba con elevada frecuencia con unos peinados muy propios de su carácter y así también a la moda. Comentamos además que durante los 3 años transcurridos en la carrera "No Angels" lucieron aproximadamente 6.000 trajes diferentes. Lucy es una joven extrovertida con autoestima y cordialidad.
Proviene de una familia de músicos. Durante sus años de infancia dedicó mucho tiempo a la ópera. Su padre era / es cantante de opera, la madre una pianista. Se solicitó con éxito a la escuela "Stage School of Music Dance & Drama" en Hamburgo y obtuvo un papel en el Musical "Buddy Holly". Madonna le proporcionó su ayuda para las presentaciones en el escenario. Su tiempo libre lo dedica en viajes (India), la computadora y el bricolaje.

Discografía bajo el nombre de "Lucilicious":
Where (Single 2004), The Other Side (Single 2005), Misunderstood (Single 2005).
- Sandy Mölling (* 27 de abril de 1981 en Wuppertal)

La separación de dicho grupo produzco una gran lamentación por parte de sus fanes (en su mayoría adolescentes). Sandy Mölling continuó con buena voluntad en seguir su propia música, sin llegar a un acuerdo con las otras 4 chicas ambiciosas y logró entrar en la empresa de discos "Universal". Su primer CD "Unexpected" ocupó en seguida el lugar número 11 en la lista de superventas. La revista "Maxim" eligió Sandy como la mujer representativa del año 2004. Ella se encargó de la moderación de la "McChart Show" así como "The Dome". En 2005 recibió la distinción de poseer el mayor talento artístico nacional y un premio mayor de música "Echo". Sandy ganó el tercer lugar en el concurso de baile "Let`s Dance. Esta mujer tan joven, con intereses tan variados, dedicó también su tiempo en tres canciones para el film "Bambi II. Es bastante difícil encontrar una categoría para identificar su música. Entre ellos se encuentran textos (en inglés) sobre la vida exterior / interior de la mujer, baladas, R & B, Pop; instrumentos acústicos tales como la guitarra country.
En el seno de las "No Angels" Sandy tenía un papel confortable, dinámico y alegre. Le agradaba vestir con jeans en todas sus variaciones. Este color azul hacía un buen contraste con su pelo rubio. Sandy Mölling, una mujer de grandes cambios, tuvo ocho domicilios distintos antes de haber comenzado su carrera. Su primera experiencia de canto la obtuvo con el título de la canción "One Moment in Time" en Colonia. En su adolescencia Sandy entró a escena como "Support Act" del grupo "The BoyZ" en Koblenz. Abandonó la escuela para trabajar en una tienda de jeans y finalmente llegó a ser una de las "No Angels". Su tiempo libre lo dedica descubriendo nuevas ciudades, viajar a su lugar favorito, Grecia y a la lectura.

Discografía bajo el nombre de "Sandy":
Unnatural Blonde (Single 2004), Tell Me (Single 2004) Unexpected (Single 2005) Crash (Single 2006), Living without you (Single 2006); Unexpected (CD 2004), Frame of Mind (CD 2006)
- Jessica Wahls (* 2 de febrero de 1977 en Fráncfort del Meno)

Después de la separación de las "No Angels" Jessica moderaba las transmisiones "9Live" así como "17" (por el canal VIVA), daba algunos conciertos con "Die Söhne Mannheims" y Judy Weiss. Sus composiciones propias, fuertemente influidas por el Soul, han sido elogiadas por críticos. Su primer CD será de canciones en alemán.
Durante su tiempo con las "No Angels" se demostraba en parte con algo misterioso. En 2002 el quinteto de chicas pasó a ser una sorpresa. Lo que se podría expresar una "crisis del chupete". Jessica estaba embarazada. Su hija Cheyenne nació en marzo de 2003. Por eso, Jessica abandonó el grupo de mutuo acuerdo, dedicó algún tiempo exclusivamente al bebé y a la vida privada. En el transcurso siguiente "No Angels" quedó reducido a un quarteto. A propósito, no deseamos dejar de mencionar que fueron el segundo grupo europeo femenino más popular, después de las "Spice Girls".
Anteriormente Jessica había trabajado en una agencia de viajes como "Reisebüro-Kauffrau". Cuando era pequeña iba a una escuela de ballet, a los 12 años de edad salió en escena por primera vez en la emisión de televisión "Mini Stars". Sus influencias musicales son Sade, Red Hot Chili Peppers y música góspel. Ocupa su tiempo en la lectura, montar a caballo, carreras de coches y le agrada tomar su tiempo es cuestiones espirituales Jessica Wahls vive en Rosbach, cerca de Fráncfort.

Discografía de Jessica Wahls:
"Ten Steps Back" (Single 2003), "Don`t get me Started" (Single 2004), "Du bist wie ich" (2005, reconocimiento para la transmisión de TV "Kika Live") und "Bedingungslos" (Single 2006).

## Discografía de No Angels

### Álbumes
- Elle'ments (2001)
- Now ... Us! (2002)
- When the Angels Swing (2002)
- Pure (2003)
- The Best of No Angels (2003)
- Acoustic Angels (2004)
- Destiny (2007)
- Very Best of No Angels (2008)
- Welcome to The Dance (2009)
- 20 (2021)

### Sencillos
| 2001 | "Daylight in Your Eyes"                          | Elle'ments               | 1  | 1  | 1  | 1 | 3  | 25 |
| 2001 | "Rivers of Joy"                                  | Elle'ments               | 7  | 11 | 10 | - | 18 | -  |
| 2001 | "There Must Be an Angel"                         | Elle'ments               | 1  | 1  | 2  | 1 | 3  | -  |
| 2001 | "When the Angels Sing"/"Atlantis (With Donovan)" | Elle'ments / Now ... Us! | 5  | 5  | 16 | - | 12 | -  |
| 2002 | "Something about Us"                             | Now ... Us!              | 1  | 1  | 11 | - | 3  | -  |
| 2002 | "Still in Love with You"                         | Now ... Us!              | 2  | 4  | 10 | - | 8  | 1  |
| 2002 | "Let's Go to Bed (With Mouse T.)"                | Now ... Us!              | 12 | 46 | -  | - | 50 | -  |
| 2002 | "All Cried out"                                  | Now ... Us!              | 18 | 23 | 56 | - | 70 | -  |
| 2003 | "No Angel (It's All in Your Mind)"               | Pure                     | 1  | 10 | 46 | - | 4  | 17 |
| 2003 | "Someday"                                        | Pure                     | 5  | 16 | 36 | - | 16 | 8  |
| 2003 | "Feelgood Lies"                                  | Pure                     | 3  | 12 | 29 | - | 12 | 3  |
| 2003 | "Reason"                                         | The Best of No Angels    | 9  | 12 | 28 | - | 42 | -  |
| 2007 | "Goodbye to Yesterday"                           | Destiny                  | 4  | 21 | 16 | - | 19 | 3  |
| 2007 | "Maybe"                                          | Destiny                  | 36 | 62 | -  | - | -  | -  |
| 2007 | "Amaze Me"/"Teardrops"                           | Destiny                  | 25 | -  | -  | - | 88 | -  |
| 2008 | "Disappear"                                      | Destiny                  | 4  | 37 | 96 | - | 21 | 2  |
| 2009 | "One Life"                                       | Welcome to the Dance     | 15 | 29 | -  | - | -  | 3  |